# 谢皮
谢皮（法語：Chépy，法語發音：[ʃepi]）是法国上法蘭西大區索姆省的一个市镇，属于阿布维尔区。

## 地理
谢皮（50°3'44"N, 1°38'48"E）面积7.35 平方千米，位于法国上法蘭西大區索姆省，该省份为法国北部沿海省份，北起加来海峡省和北部省，西接滨海塞纳省和大西洋英吉利海峡，南至瓦兹省，东临埃纳省。
与谢皮接壤的市镇（或旧市镇、城区）包括：弗朗勒、维默地区阿舍、艾涅维尔、维默地区弗基耶尔、瓦利讷。
谢皮的时区为UTC+01:00、UTC+02:00（夏令时）。

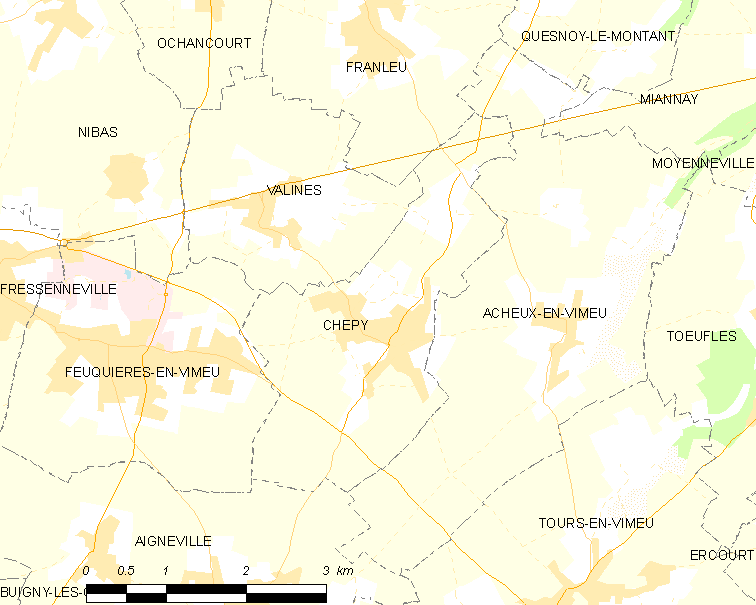
谢皮的OSM定位图

## 行政
谢皮的邮政编码为80210，INSEE市镇编码为80190。

## 政治
谢皮所属的省级选区为加马什县。

## 人口

1962-2008年间谢皮人口变化图示

谢皮于2022年1月1日时的人口数量为1212人。